# مايكل أميرة كينت

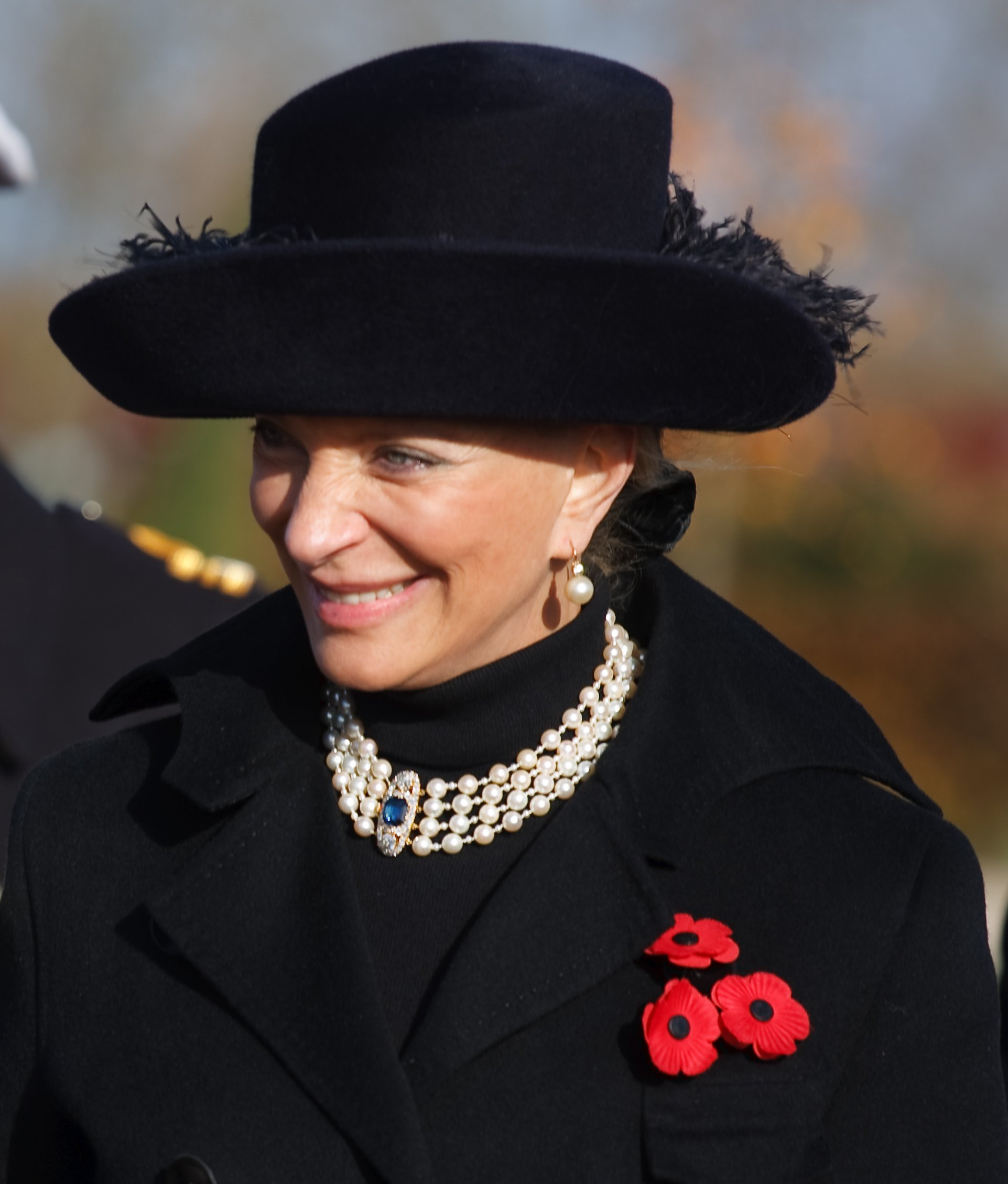
مايكل أميرة كينت.

مايكل أميرة كينت (بالألمانية: Marie Christine von Reibnitz)‏ اسمها الحقيقي ماري كريستين (15 يناير 1945) هي عضوة في العائلة المالكة البريطانية من أصل ألماني ومجري. هي متزوجة من مايكل أمير كينت، حفيد الملك جورج الخامس.

## سيرتها
ولدت ماري كريستين عام 1945 في كارلوفي فاري في التشيك، لأب مجري وأم نمساوية. وحصل والدها على الجنسية الألمانية بعد انضمامه للحزب النازي، وانخرط بعدها في صفوف الجيش الألماني. وبعد نهاية الحرب العالمية الثانية، هربت بها والدتها إلى أستراليا، قبل أن يستقر بها المقام في العاصمة البريطانية لندن مع مطلع عقد السبعينيات.
ماري كريستين بحثت فور وصولها لعاصمة الضباب لندن عن «مصدر يؤمن مصاريفها الباهظة» ووجدت ضالتها في المصرفي البريطاني توماس تروبريدج الذي تزوجها بالفعل في 14 سبتمبر 1971، في كنيسة تشيلسي بلندن، وانفصل عنها عام 1973 بسبب تفاقم المشاكل بينهما ولأعتدائه عليها بالضرب بعد ان اكتشف علاقتها بالأمير العازب مايكل، لكنه رفض ان يطلقها، وبقيت 5 سنوات، إلى ان تم الطلاق رسميا من قبل الكنيسة الكاثوليكية الرومانية في مايو 1978 بعد ضغط تعرض له تروبريدج من الأمير مايكل، وبعد شهر واحد من الطلاق وفي يوم 30 يونيو من العام 1978، تزوج مايكل من ماري كريستين، في حفل مدني في فيينا، بعد أن رفضت الملكة اليزابيث ان تقيم لهما زفاف ملكيا.
في عام 1983، أنعمت الملكة اليزابيث على ماري كريستين بلقب صاحبة السمو الملكي، بينما خسر زوجها في نفس اللحظة ترتيبه في خلافة العرش بعدما كان في المرتبة الخامسة عشر، إذ ينص قانون التسوية على أن كل فرد من العائلة المالكة يتزوج من تابع لكنيسة الروم الكاثوليك يحرم من الوصول للعرش، على أن هذا الحرمان لا يطال أولاده اللورد فريدريك ويندسور، من مواليد 6 أبريل 1979، والسيدة غابرييلا ويندسور، من مواليد 23 أبريل 1981.
لقب أميرة كنت لم يمنح ماري كريستين الحصانة الملكية فحسب، ولكنه فتح لها كل أبواب القصور الملكية لتزاول هوايتها في تأليف الكتب التاريخية وخاصة المتعلقة بقصص الحب والخيانة داخل العائلات الملكية استنادا للأرشيف السرى الملكي، بالإضافة إلى محاضرات أسبوعية عن تاريخ الملوك والملكات والأميرات، ورغم أن موقعها لا يسمح لها بالقيام بمهام ملكية، الا أن الملكة اليزابيث قررت تكليفها بمهام تمثيلها شخصيا، كما باتت شريكة لزوجها في كل المهام الخيرية.

## مؤلفاتها
أصدرت الأميرة ماري كريستين ثلاثة كتب تاريخية رسمية، أولها «ثمانية حفلات زفاف ملكية» ويحكى قصص زواج ثمان أميرات لأسباب سياسية، وقد صدر باللغات الفرنسية والاسبانية والإيطالية والألمانية بالإضافة إلى الإنكليزية، والكتاب الثاني«كيوبيد والملك» عن أهم محظيات وعشيقات الملوك، والأخير «الثعبان والخيانة» وهو سرد لقصص الحب والخيانة والحرب في حياة الملك هنري الثامن، ولديها رواية وحيدة مستمدة أيضا من أحداث تاريخية وهي «ملكة على أربع ممالك».

## روابط خارجية
- مايكل أميرة كينت على موقع IMDb (الإنجليزية)
- مايكل أميرة كينت على موقع إن إن دي بي (الإنجليزية)
- مايكل أميرة كينت على موقع قاعدة بيانات الفيلم (الإنجليزية)